# 涙がとまらない 〜HOW! AW! YA!〜
「涙がとまらない 〜HOW! AW! YA!〜」（なみだがとまらない〜ハウ! アウ! ヤ!〜）は、1991年11月7日にリリースされた酒井法子の19枚目のシングルである。

## 解説
「涙がとまらない 〜HOW!AW!YA!〜」は、原田真二が初めて酒井の作品（作曲）に参加した一曲で、カップリングともども今作が唯一となっている。
カップリングの「雪の小鳥たちへ 〜Very Merry Christmas〜」は近年のディナーショーで度々歌われる一曲として認知されている。

## 売上
週間オリコンチャートにおいては21位を記録（売上枚数2.3万枚）。登場週数は2週。

## 収録曲
- 全曲作詞：康珍化 / 作曲：原田真二 / 編曲：松本晃彦

1. 涙がとまらない 〜HOW! AW! YA!〜
2. 雪の小鳥たちへ 〜Very Merry Christmas〜

## 収録アルバム
- Singles 〜NORIKO BEST〜 II
- NORIKO BOX 30th Anniversary Mammoth Edition
- Premium Best